# Pavillon de Haïti-Hawaï

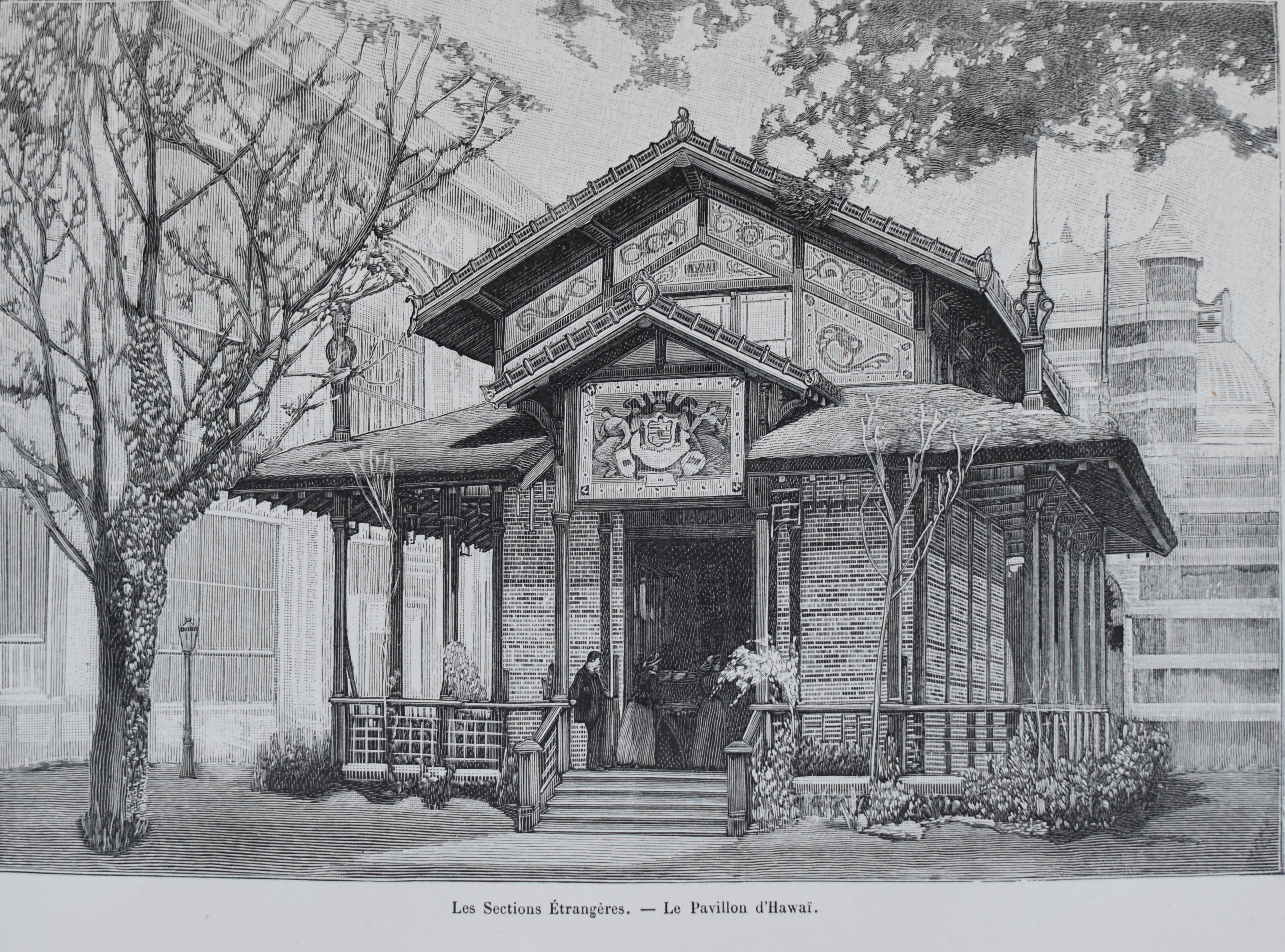
Le pavillon d'Hawaï. Gravure tirée de "lExposition universelle de 1889" d'Emile Monod, Tome II, page 477

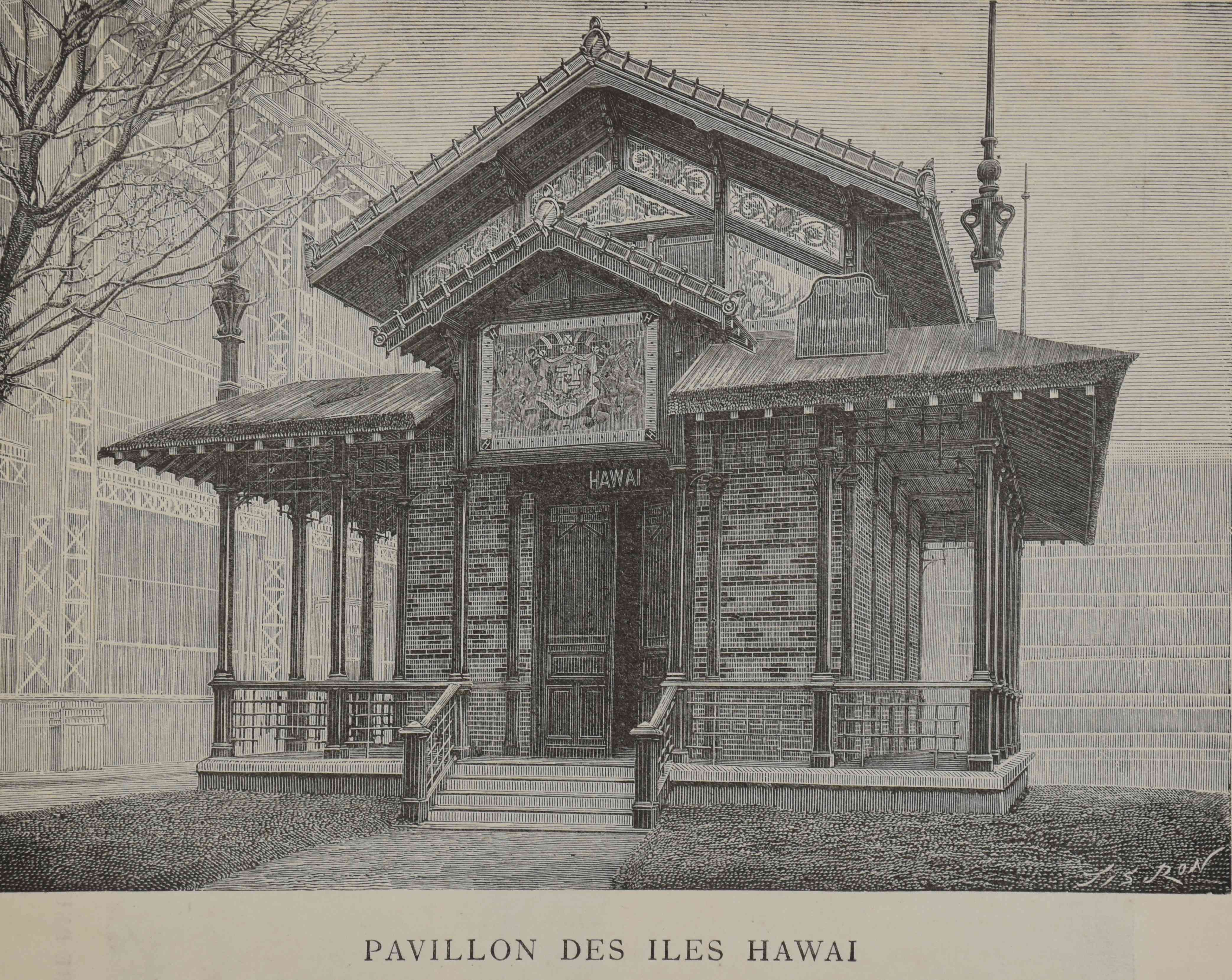
Le pavillon des îles Hawaï. Gravure tirée du Livre d'or de l'Exposition de 1889, page 279

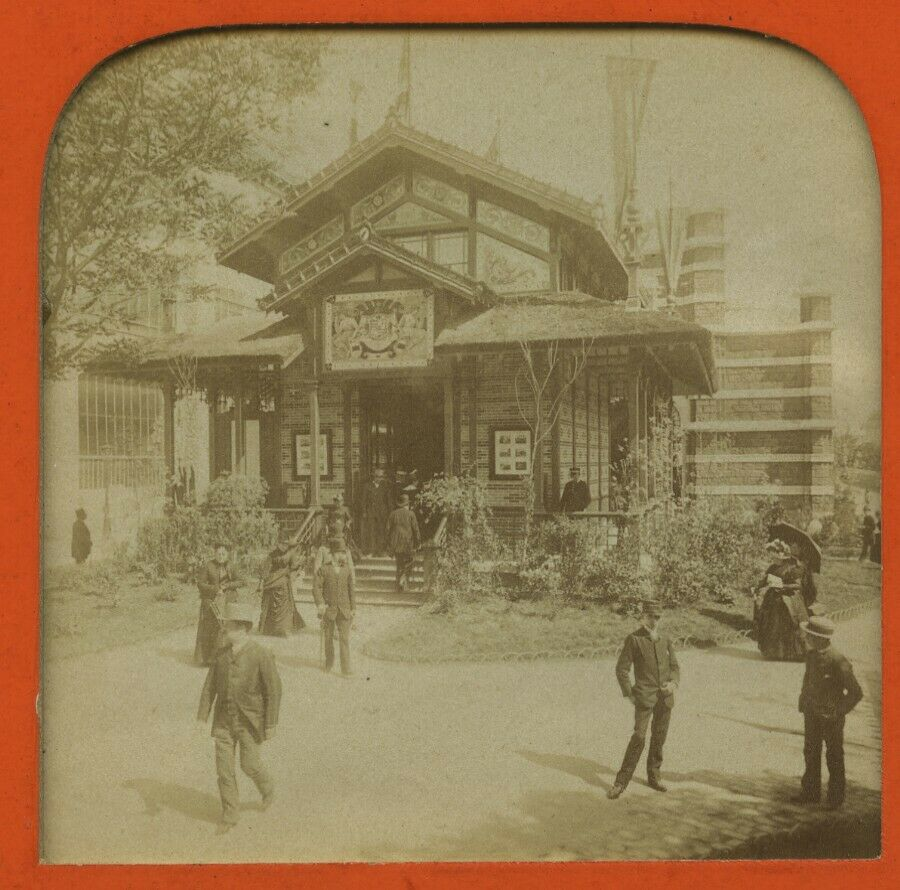
Pavillon d'Hawaï. Exposition de 1889. Photo Collection L.L. Paris

Le pavillon de Haïti-Hawaï est un ancien pavillon construit pour l’Exposition universelle de 1889 à Paris et situé aujourd’hui dans la commune française de La Garenne-Colombes dans les Hauts-de-Seine. Construit pour la république d’Haïti, il fut cédé avant l’ouverture de l’Exposition au royaume d’Hawaï. Après l'Exposition, il a été démonté puis reconstruit et transformé en habitation privée.

## Histoire
Le pavillon a été conçu par M. Bon architecte,, pour la république d’Haïti qui souhaitait participer à l’Exposition universelle de Paris en 1889. Des troubles politiques ont obligé le gouvernement haïtien à s’en défaire dans les conditions suivantes : « Le gouvernement de Haïti avait tout d’abord décidé de participer officiellement à l’Exposition universelle de 1889 ; il avait désigné son commissaire général et toutes les dispositions étaient prises pour que cette participation fut aussi complète et brillante que possible. Le pavillon d’Haïti était achevé au Champ-de-Mars, et les objets destinés à le garnir et à y être exposés, réunis au Port-au-Prince et prêts à embarquer, lorsque survinrent les évènements qui amenèrent la chute du président Salomon et bouleversèrent pendant plus de 18 mois le pays. Le gouvernement donna l’ordre de se défaire du pavillon, lequel fut cédé au royaume d’Hawaï qui y installa son exposition ». 
Cette cession de dernière minute explique que de nombreux plans de l’exposition indiquent « Pavillon d’Haïti » au lieu de « Pavillon d’Hawaï » pour le pavillon carré entre le Pavillon du Guatemala et le Pavillon Indien. Le plan en couleur imprimé par Erhard Frères est lui bien à jour .
Le changement d’affectation est réalisé à moindre frais en camouflant les éléments propres à la république d’Haïti (le cartouche « Haïti » et les bonnets phrygiens) et en remplaçant, sur le fronton en façade, les armes d’Haïti par celles d'Hawaï .  Les gravures de l’époque, contrairement aux plans, indiquent correctement « Pavillon d’Hawaï » ou parfois « Pavillon des Iles Hawaï ».
À la fin de l’Exposition universelle, le pavillon est vendu à un particulier, Auguste Rémy Fauconnier, qui le fait remonter à La Garenne Colombes, 13 rue des Buissons (aujourd’hui rue Auguste Buisson) pour en faire son habitation. Le panneau en céramique nettoyé indique de nouveau « Haïti ». La toiture, joliment colorée en tuiles émaillées Montchanin et agrémentée de rives et frontons Muller Ivry, a été conservée.
La famille Fauconnier fait don du pavillon aux Petits frères des pauvres dans les années 1960 qui le revendra 3 ans plus tard. C'est dans ce contexte que le lien avec le pavillon d’Hawaï représenté dans les publications se perd. Le pavillon n'est par exemple pas listé dans "Les vestiges des Expositions Universelles à Paris et en Ile-de-France"  ni dans le livre de référence "Sur les traces des expositions universelles, Paris 1885-1937".
Son décor en céramique est remarqué lors d’un inventaire topographique en 1991 et une fiche est créée dans l’Inventaire général du patrimoine culturel d’Île-de-France, mais le lien avec le pavillon d'Hawaï n'est pas fait ,. Il est ensuite inscrit sur le plan local d'urbanisme comme bâtiment d’intérêt patrimonial , mais ne bénéficie pas de protection. L’origine du pavillon est redécouverte par Philippe Le Port et Françoise Mary en août 2018. Un article dans le Parisien du 2 janvier 2019, repris par la presse et la radio nationale le fait connaître du grand public. Le pavillon a fait l'objet, avec la gare Lisch, le pavillon des Indes et le pavillon de la Norvège Suède d'une exposition au musée Roybet-Fould de novembre 2019 au 8 mars 2020. Il est cité dans deux expositions en ligne au printemps 2020 : celle des archives départementales des Hauts-de-Seine  et celle du musée Roybet-Fould. L'association Histoire de Colombes a présenté une demande de protection au titre des Monuments Historiques en septembre 2020. 

## Description
Le pavillon est dans un bel état de conservation, sa structure en bois de 1889 est pratiquement intacte  et il n'a pas fait l'objet de modifications depuis sa transformation en habitation en 1890. À cette époque, pour gagner de la surface, le remplissage de briques a été repoussé jusqu'aux poteaux extérieurs de la galerie véranda. La plupart de ces  poteaux ont été maintenus, sauf ceux  incompatibles avec le percement de quelques fenêtres. Le décalage vers l’arrière du premier étage, ainsi que son découpage particulier en pans de bois est d'origine. Les très belles céramiques de la façade du premier étage sont toujours à leur place. Le fronton proéminent, avec les armes d’Hawaï n’existe plus, mais on distingue encore son emplacement devant les deux fenêtres de la façade. Les éléments caractéristiques de toiture, rives, pinacles et tuiles émaillées ont disparu à la suite des différentes réfections[réf. souhaitée]

### Parutions, Iconographie
- Livre d'or de l'Exposition de 1889, page 279 : Gravure « Pavillon des îles Hawaï »
- L’Exposition universelle de 1889 : E. Monod 1890, Tome II page 477 : « Le Pavillon d’Hawaï »
- L’Univers Illustré N°1783, 25 mai 1889, page 324 : « Exposition universelle : Pavillon des îles Hawaï (dessin d'après nature de M.Dosso). »
- Photo Stéréotype Exposition de 1889,  N°154 Pavillon d'Hawaï, National Gallery of Victoria, Melbourne The Dr Robert Wilson Collection.
- L'Exposition de Paris de 1889. Journal hebdomadaire, No 62, 18 décembre 1889, page 174 "Les Iles Hawaï à l'exposition". Gravure "Pavillon d'Hawaï au champ de Mars".